# Plumularia australis
Plumularia australis is een hydroïdpoliep uit de familie Plumulariidae. De poliep komt uit het geslacht Plumularia. Plumularia australis werd in 1876 voor het eerst wetenschappelijk beschreven door Kirchenpauer. 